# Brilliance
Brilliance China Auto (NYSE: CBA) — китайська автомобілебудівна компанія. 
Відома також інша назва Huachen (кит.: 华晨). Заводи компанії розміщені в районі Шеньян провінції Ляонін Китайської Народної Республіки. Акціями компанії торгують на Гонконгській фондовій біржі.
Річний виторг (червень 2005-червень 2006) $895,95 млн прибуток до сплати податків EBITDA $20,60 млн.